# Dr. Dre Presents: The Aftermath
Dr. Dre Presents: The Aftermath (englisch für: Dr. Dre präsentiert: Die Nachwirkungen) ist ein Kompilationsalbum des US-amerikanischen Rappers und Musikproduzenten Dr. Dre. Es wurde am 26. November 1996 über sein damals neu gegründetes Label Aftermath Entertainment veröffentlicht.

## Beteiligte Künstler
Neben Dr. Dre, der auf vier Liedern zu hören ist, sind viele weitere, größtenteils unbekannte, Künstler auf dem Soundtrack vertreten. Der Song East Coast/West Coast Killas ist eine Kollaboration mit den Rappern B-Real, KRS-One, Nas, RBX und Scarface. Außerdem tritt der Sänger Roger Troutman auf einem Track in Erscheinung und der Rapper King Tee hat ebenfalls einen Auftritt. Weitere beteiligte Musiker sind RC, Sid McCoy, D-Ruff, Hands-On, Mel-Man, Kim Summerson, Cassandra McCowan, Mike Lynn, Flossy P, Stu-B-Doo, Maurice Wilcher, Nicole Johnson, Jheryl Lockhart, Who’z Who, Sharief und Nowl.

## Produktion
Dr. Dre fungierte bei dem Album als Executive Producer. Er selbst war an der Produktion von sieben Instrumentals beteiligt. Weitere Produktionen stammen von verschiedenen Musikproduzenten, darunter Mel-Man, Bud’da und Stu-B-Doo.
| Professionelle Bewertungen | Professionelle Bewertungen |
| -------------------------- | -------------------------- |
| Kritiken                   |                            |
| Quelle                     | Bewertung                  |
| allmusic                   | [ 1 ]                      |

## Covergestaltung
Das Albumcover ist in orange-roten Farbtönen gehalten und zeigt eine Atombombenexplosion. Am oberen bzw. unteren Bildrand befinden sich die Schriftzüge Dr. Dre Presents … und The Aftermath in Weiß.

## Titelliste
| #  | Titel                           | Künstler                                                          | Produzent                                          | Länge |
| -- | ------------------------------- | ----------------------------------------------------------------- | -------------------------------------------------- | ----- |
| 1  | Aftermath (Intro)               | RC und Sid McCoy                                                  | Dr. Dre und Mel-Man                                | 2:51  |
| 2  | East Coast/West Coast Killas    | B-Real, KRS-One, Nas, RBX, Dr. Dre und Scarface als Group Therapy | Dr. Dre und Stu-B-Doo                              | 4:54  |
| 3  | Shittin’ on the World           | D-Ruff, Hands-On und Mel-Man                                      | Dr. Dre und Mel-Man                                | 4:59  |
| 4  | Blunt Time                      | RBX, Roger Troutman und Dr. Dre                                   | Dr. Dre und Stu-B-Doo                              | 4:24  |
| 5  | Been There, Done That           | Dr. Dre                                                           | Bud’da und Dr. Dre                                 | 5:12  |
| 6  | Choices                         | Kim Summerson                                                     | Ewart A. Wilson, Jr., Floyd Howard und Glen Mosley | 4:46  |
| 7  | As the World Keeps Turning      | Cassandra McCowan, Mike Lynn, Flossy P und Stu-B-Doo              | Flossy P und Chris Taylor                          | 4:44  |
| 8  | Got Me Open                     | Hands-On und Dr. Dre                                              | Bud’da                                             | 4:21  |
| 9  | Str-8 Gone                      | King Tee                                                          | Bud’da                                             | 4:35  |
| 10 | Please                          | Maurice Wilcher und Nicole Johnson                                | Maurice Wilcher                                    | 4:23  |
| 11 | Do 4 Love                       | Jheryl Lockhart                                                   | Bud’da                                             | 3:25  |
| 12 | Sexy Dance                      | Cassandra McCowan, Jheryl Lockhart und RC                         | Bud’da und Dr. Dre                                 | 4:55  |
| 13 | No Second Chance                | Who’z Who                                                         | Rodney Duke und Rose Griffin                       | 4:50  |
| 14 | L.A.W. (Lyrical Assault Weapon) | Sharief                                                           | Stu-B-Doo                                          | 4:27  |
| 15 | Nationowl                       | Nowl                                                              | Bud’da                                             | 4:07  |
| 16 | Fame                            | Jheryl Lockhart, King Tee und RC                                  | Dr. Dre und Chris Taylor                           | 4:28  |

## Kommerzieller Erfolg

### Chartplatzierungen und Singles
Dr. Dre Presents: The Aftermath stieg am 20. Januar 1997 auf Platz 94 in die deutschen Charts ein und verließ die Top 100 in der folgenden Woche wieder. In den Vereinigten Staaten erreichte das Album Rang 6.
Als Singles wurden die Lieder East Coast/West Coast Killas und Been There, Done That ausgekoppelt, die sich allerdings nicht in den Charts platzieren konnten.

### Auszeichnungen für Musikverkäufe
Das Album erhielt für mehr als eine Million verkaufte Exemplare in den USA eine Platin-Schallplatte.
| Land/Region               | Auszeichnungen für Musikverkäufe (Land/Region, Auszeichnung, Verkäufe) | Verkäufe  |
| ------------------------- | ---------------------------------------------------------------------- | --------- |
| Vereinigte Staaten (RIAA) | Platin                                                                 | 1.000.000 |
| Insgesamt                 | 1× Platin ·                                                            | 1.000.000 |

Hauptartikel: Dr. Dre/Auszeichnungen für Musikverkäufe